# Edin Sprečo
Edin Sprečo (Szarajevó, 1947. április 19. – Szarajevó, 2020. május 12.) jugoszláv válogatott bosnyák labdarúgó, csatár.

## Pályafutása

### Klubcsapatban
1964 és 1975 között a FK Željezničar, 1975–76-ban a holland NAC Breda, 1976–77-ben ismét a Željezničar, 1977 és 1979 között a francia Stade Rennais, 1979 és 1981 között az Iskra Bugojno labdarúgója volt. A Željezničarral egy jugoszláv bajnoki címet nyert.

### A válogatottban
1967 és 1969 között három alkalommal szerepelt a jugoszláv válogatottban és két gólt szerzett.

## Sikerei, díjai
FK Željezničar
- Jugoszláv bajnokság
  - bajnok: 1971–72

## Statisztika

### Mérkőzései a jugoszláv válogatottban
| Jugoszlávia | Jugoszlávia        | Jugoszlávia                   | Jugoszlávia | Jugoszlávia | Jugoszlávia | Jugoszlávia  | Jugoszlávia | Jugoszlávia |
| #           | Dátum              | Helyszín                      | Hazai       | Eredmény    | Vendég      | Kiírás       | Gólok       | Esemény     |
| ----------- | ------------------ | ----------------------------- | ----------- | ----------- | ----------- | ------------ | ----------- | ----------- |
| 1.          | 1967. november 1.  | Rotterdam, Feijenoord Stadion | Hollandia   | 1 – 2       | Jugoszlávia | barátságos   | -           |             |
| 2.          | 1967. november 12. | Belgrád, JNA Stadion          | Jugoszlávia | 4 – 0       | Albánia     | Eb-selejtező | 1           | 44'         |
| 3.          | 1969. június 4.    | Helsinki, Olimpiai Stadion    | Finnország  | 1 – 5       | Jugoszlávia | vb-selejtező | 1           | 60'         |
|             | Összesen           |                               |             | 3           | mérkőzés    |              | 2           | gól         |